# آبشار گلندیل
آبشار گلندال (به انگلیسی: Glendale Falls) آبشاری است که در همیلتون (انتاریو)، کانادا واقع شده و ارتفاع کلی ریزشگاه آن ۳ متر (۹٫۸ فوت) است.